# آلیس گودوین
آلیس گودوین (انگلیسی: Alice Goodwin؛ زاده ۱۳ دسامبر ۱۹۸۵) یک مانکن اهل انگلستان است. 